# Hội chứng Goodpasture
Hội chứng Goodpasture (GPS), còn được gọi là bệnh kháng màng đáy cầu thận, là một bệnh tự miễn hiếm do kháng thể tấn công các màng đáy ở phổi và thận, dẫn đến chảy máu phổi và suy thận. Một trong những thuyết được đưa ra là có sự tấn công tiểu đơn vị alpha-3 của collagen típ IV còn được gọi là kháng nguyên Goodpasture. Hội chứng Goodpasture nhanh chóng phá hủy phổi và thận, thường dẫn đến tử vong. Bệnh được điều trị bằng thuốc ức chế miễn dịch như corticosteroid và cyclophosphamide và tách huyết tương, trong đó các kháng thể được loại bỏ khỏi máu.
Căn bệnh lần đầu tiên được miêu tả bởi nhà bệnh học Ernest Goodpasture của Đại học Vanderbilt năm 1919 và sau đó đã được đặt tên theo ông.

## Triệu chứng lâm sàng
Kháng thể kháng màng đáy cầu thận (GBM) tấn công chủ yếu thận và phổi, mặc dù, các triệu chứng thường gặp là khó chịu, gầy sút cân, mệt mỏi, sốt, và ớn lạnh, đau khớp cũng khá thường gặp. 60 đến 80% bệnh nhân bị bệnh ở cả phổi và thận; 20-40% chỉ ảnh hưởng thận, và ít hơn 10% chỉ ảnh hưởng phổi. Triệu chứng phổi thường xuất hiện trước triệu chứng thận với các biểu hiện: ho ra máu, đau ngực (trong ít hơn 50% các trường hợp), ho và khó thở, thở nhanh. Triệu chứng tại thận thường bao gồm đái máu, protein niệu, phù chân tay hoặc mặt, urê máu cao, và tăng huyết áp.

## Chẩn đoán
Chẩn đoán của GPS thường khó do nhiều bệnh khác có thể gây ra các biểu hiện tương tự và bệnh này rất hiếm. Phương tiện chẩn đoán chính xác nhất là xét nghiệm mô bị ảnh hưởng bằng sinh thiết, đặc biệt là các thận, vì đây là cơ quan tốt nhất để lấy mẫu xác định xem có kháng thể anti - GBM hay không. Càng chẩn đoán bệnh muộn bao nhiêu thì tiên lượng bệnh càng nặng bấy nhiêu.